# Abdul Hamid al-Bakkoush
Abdul Hamid al-Bakkoush (àrab: عبد الحميد مختار البكوش, ʿAbd al-Ḥamīd Muẖtār al-Bakkūx) (Tajura, 10 d'agost de 1933 – Abu Dhabi, 2 de maig de 2007) fou primer ministre de Líbia del 25 d'octubre de 1967 al 4 de setembre de 1968. Després de la proclamació de la jamahiriyya per Gaddafi, es va exiliar a Egipte i es va convertir en un dels líders de l'oposició al govern libi. També va ocupar el càrrec de ministre de Justícia tres vegades entre gener de 1964 i setembre de 1968.

## Primer ministre
L'any 1968, durant el seu mandat, Líbia va crear, amb l'Aràbia Saudita i Kuwait, l'Organització de Països Àrabs Exportadors de Petroli (OAPEC), per tal de coordinar la producció, refinació, transport i comercialització de petroli entre els tres països. El juliol d'aquell mateix any, Líbia va signar el Tractat de no proliferació nuclear.
Després de ser primer ministre, es va convertir en l'ambaixador de Líbia a França.

## Oposició des de l'exili
Durant la presidència de Gaddafi es va exiliar, primer a Londres i després a París. El 1977 es va instal·lar al Caire, Egipte, on el 1982 va crear l'Organització per l'Alliberament de Líbia, unint-se al Front de Salvació Nacional Libi (LNSF), l'oposició a l'exili.
Després de l'arribada d'un presumpte equip d'atac libi al Caire, els funcionaris egipcis van fingir el seu assassinat el 12 de novembre de 1984, publicant fotografies escenificades a la premsa per aconseguir que Líbia anunciés que l'assassinat era un èxit. Líbia va picar l'esquer, i les relacions entre Egipte i Líbia, que ja eren pobres, es van deteriorar encara més.